# (10951) Spessart
(10951) Spessart (4050 P-L) – planetoida z pasa głównego asteroid okrążająca Słońce w ciągu 5,16 lat w średniej odległości 2,98 j.a. Odkryta 24 września 1960 roku.